# Pemphis acidula

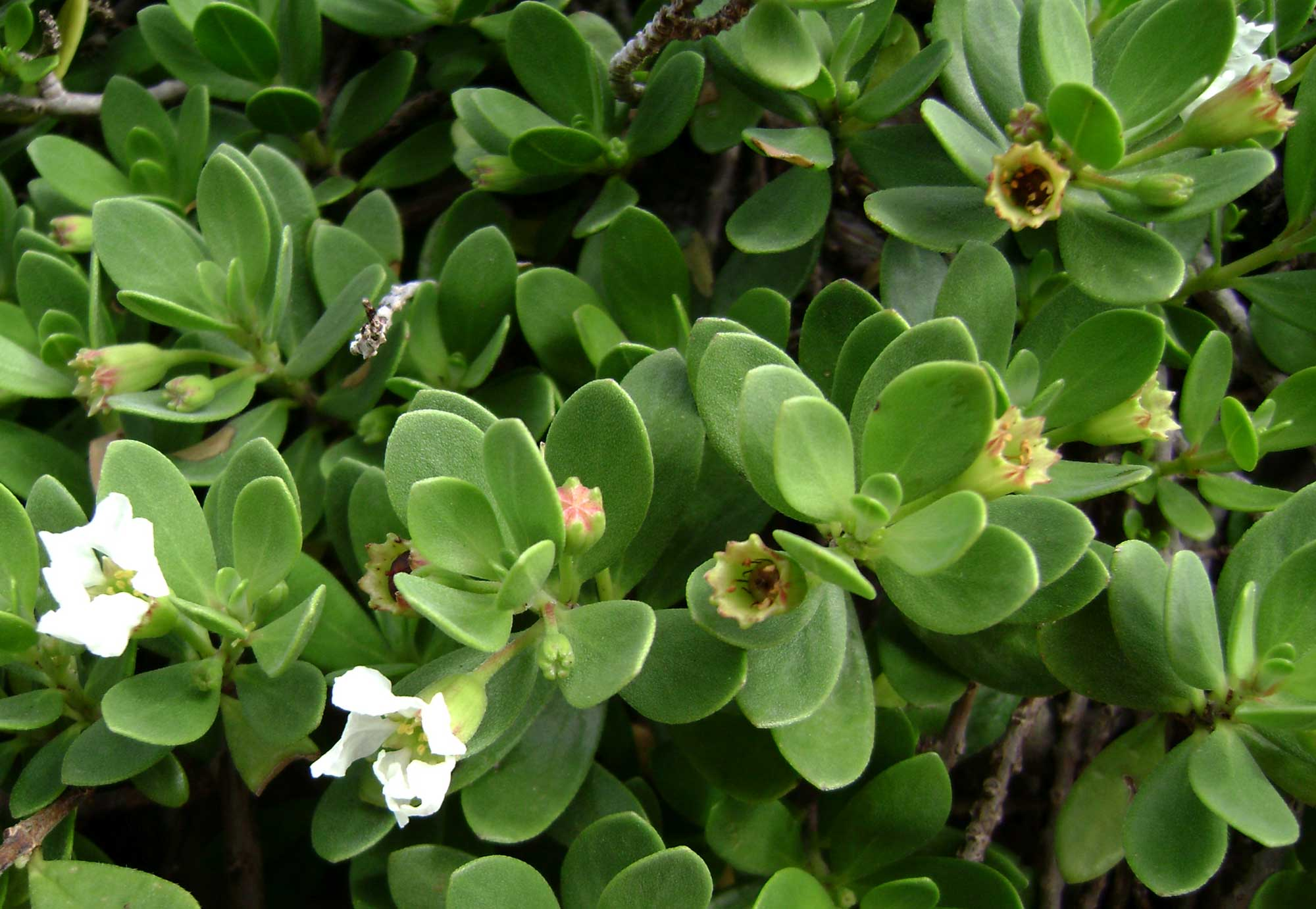
Blüten und Blätter

Pemphis acidula ist eine Pflanzenart in der Familie der Weiderichgewächse aus Ostafrika, den Maskarenen, Malediven, Indien, Südostasien bis nach Taiwan, den Ryūkyū-Inseln und ins nördliche und westliche Australien bis Neuguinea und nach Poly-, Melanesien.

## Beschreibung
Pemphis acidula wächst als immergrüner Zwergstrauch, Strauch oder kleiner Baum bis über 10 Meter hoch. Die Borke ist gräulich und im Alter rissig bis furchig. Es werden manchmal Stelzwurzeln gebildet.
Die einfachen Laubblätter sind gegenständig. Sie sind fast sitzend bis kurz gestielt, ganzrandig, dicklich, ledrig-fleischig, verkehrt-eiförmig, mehr oder weniger fein seidig behaart, bespitzt oder spitz bis rundspitzig und bis 3,5 Zentimeter lang. Die Nebenblätter fehlen.
Die Blüten erscheinen meist einzeln und achselständig. Sie sind dimorph heterostyl. Die kurz gestielten, weißen bis rosa, sechszähligen und duftenden Blüten sind zwittrig mit doppelter Blütenhülle. Der sehr kleine Kelch ist 6-zähnig mit 6 alternierenden „Anhangszähnchen“ (Außenkelch) am ledrige, becherförmigen und rippigen Blütenbecher. Die 6 ausladenden, kurz genagelten und knittrigen, bis 5–6,5 Millimeter langen Kronblätter sind verkehrt-eiförmig. Es sind 12 eingeschlossene Staubblätter in zwei Kreisen vorhanden, 6 längere und 6 kürzere. Der kurz gestielten, mehrkammerige (erscheint einkammerig) Fruchtknoten ist mittelständig mit kurzem, dicklichem Griffel und breiter, kopfiger Narbe. Es sind Nektarien vorhanden.
Es werden kleine, rundliche und vielsamige, trockene, bis 7 Millimeter große, rötlich-braune Kapselfrüchte (Deckelkapsel) im beständigen Kelch mit Griffelresten gebildet. Sie öffnen sich an der Spitze mit einem Deckel. Die bis etwa 13–20, rötlichen, keilförmigen und korkigen Samen sind manchmal mit einem tütenförmigen Flügel kurz geflügelt und sind bis 3 Millimeter groß.

## Verwendung
Das sehr schwere, sehr harte und beständige Holz, Eisenholz, wird für kleinere Anwendungen genutzt.
Er wird auch gerne als Bonsai genutzt.
Die Blätter werden auch als Gemüse verwendet.